# ان‌جی‌سی ۳۲۳
ان‌جی‌سی ۳۲۳ (انگلیسی: NGC 323) نام یک کهکشان در صورت فلکی سیمرغ است.